# Насир ад-Дин Туси
Насир ад-Ди́н Абу́ Джафар Муха́ммад ибн Муха́ммад Ту́си́ (перс. محمد بن محمد بن الحسن الطوسی‎, 18 февраля 1201, Тус, Низаритское исмаилитское государство — 26 июня 1274, Кадимия, Багдад, Государство Хулагуидов) — персидский математик, механик и астроном XIII века, ученик Камал ад-Дина ибн Юниса, чрезвычайно разносторонний учёный, автор сочинений по философии, географии, музыке, оптике, медицине, минералогии. Был знатоком греческой науки, комментировал труды Евклида, Архимеда, Автолика, Феодосия, Менелая, Аполлония, Аристарха, Гипсикла, Птолемея.
Известно около 150 трактатов и писем Насир ад-Дина ат-Туси, из которых двадцать пять написаны на персидском, а остальные — на арабском языке. Существует даже трактат по геомантии, который Туси написал на арабском, персидском и тюркском, демонстрируя своё мастерство на всех трёх языках. Отмечается, что Туси знал и греческий.

## Биография
Насир ад-Дин ат-Туси родился в городе Тус области Хорасан на северо-востоке Ирана в 1201 году. Там же в раннем возрасте он начал учёбу, изучив Коран, хадисы, шиитскую юриспруденцию, логику, философию, математику, медицину и астрономию. Позже продолжил обучение астрономии и математике в Мосуле у Камал ад-Дина ибн Юниса.
Первый период деятельности ат-Туси связан с Кухистаном, где ему покровительствовал наместник халифа. Позже учёный впал в немилость и с 1235 года жил в крепости Аламут, резиденции главы государства исмаилитов-низаритов. Ат-Туси возглавлял промонгольскую партию и был причастен к сдаче Аламута монголам в 1256 году. Царевич, а впоследствии ильхан, Хулагу осыпал ат-Туси милостями и сделал своим придворным астрологом. В 1258 году ат-Туси участвовал в походе Хулагу на Багдад и вёл переговоры с халифом о капитуляции. В течение многих лет ат-Туси был советником Хулагу по финансовым вопросам; он разработал проект налоговой реформы, осуществлённый одним из преемников ильхана.

## Научная деятельность

### Математика
Среди математических трудов ат-Туси особенно значителен «Трактат о полном четырёхстороннике» (в другом переводе — «Трактат о фигуре секущих»). Трактат был написан по-персидски во время пребывания ат-Туси в Аламуте и по-арабски, в несколько сокращённом виде, в Мараге (1260). В качестве своего основного предшественника ат-Туси указывает на аль-Бируни с его «Книгой ключей науки астрономии о том, что происходит на поверхности сферы». В трактате упоминается трактат ас-Салара по этому же вопросу, причём в персидской версии почтительно, а в арабской — уничижительно, что, по-видимому, было связано с борьбой ат-Туси против ас-Салара при дворе Хулагу. Сочинение ат-Туси послужило одним из источников для Региомонтана (1436—1476), с именем которого связано начало нового этапа в истории тригонометрии.
Трактат ат-Туси состоит из пяти книг. В I книге изложена теория составных отношений. Развивая идеи Сабита ибн Корры и Омара Хайяма, ат-Туси вводит здесь расширенное понятие числа, которое определяется как отношение, рациональное или иррациональное. Во II книге даются доказательства различных случаев теоремы Менелая для плоского четырёхсторонника. В III книге вводятся понятия синуса и косинуса дуги и доказывается ряд теорем плоской тригонометрии; в частности, здесь рассматриваются правила решения плоских треугольников и дано доказательство плоской теоремы синусов. Книга IV посвящена доказательству различных случаев теоремы Менелая для сферической фигуры секущих. В V книге рассматриваются приемы решения задач сферической тригонометрии с помощью теорем, «заменяющих фигуру секущих», — теоремы тангенсов и теоремы синусов. В заключительной главе V книги предлагаются правила решения сферических треугольников, причём для того случая, когда в треугольнике даны три угла, вводится понятие полярного треугольника.Фактически именно благодаря научному вкладу ат-Туси тригонометрия стала самостоятельной наукой, отделившись от астрономии. Историк науки М. М. Рожанская считает: «В полной мере самостоятельной наукой тригонометрию можно считать только тогда, когда она становится наукой о решении треугольников и тригонометрические трактаты содержат классификацию прямоугольных и косоугольных плоских и сферических треугольников, а также алгоритмы решения всех типовых задач, в частности решения косоугольных треугольников по трём сторонам и углам. Именно это содержится в… „Трактате о полном четырёхстороннике“ Насир ад-Дина ат-Туси». Ат-Туси принадлежит ряд сочинений, посвящённых учению о параллельных. Во-первых, эта теория рассматривается в соответствующем месте принадлежащего ат-Туси «Изложения Евклида». Одна из редакций этого сочинения была издана в 1594 году в латинском переводе в Риме. Доказательство V постулата из этого текста было ещё раз опубликовано Джоном Валлисом (1693). По работе Валлиса с этим доказательством был знаком Джироламо Саккери, подвергший это доказательство критике (1733). Кроме того, ат-Туси принадлежит специальный «Трактат, исцеляющий сомнение по поводу параллельных линий». Помимо теории параллельных линий самого ат-Туси, здесь даётся критика теорий параллельных его предшественников Ибн ал-Хайсама, Омара Хайяма и аль-Джаухари.
В своих математических сочинениях ат-Туси неоднократно применял кинематические представления. Для доказательства геометрических положений он систематически пользуется методом наложения (например, при доказательстве IV постулата о равенстве прямых углов, свойств диаметра круга и т. д.), указывая, впрочем, что совпадение геометрических величин при наложении является лишь достаточным признаком их равенства. Линию ат-Туси рассматривает как путь, проходимый движущейся точкой, а круг определяет с помощью вращения отрезка. Вслед за Архимедом он применяет движение при определении таких фигур, как шар и круговые цилиндр и конус.
Для сравнения прямых и кривых линий и поверхностей ат-Туси применяет ещё один вид движения — качение. «Прямую линию, — говорит он, — можно наложить на круговую или кривую линию, не отказываясь от её прямизны, то есть не изгибая её. Это получается движением круга по прямой линии, которая является касательной к нему, когда он катится по прямой до возвращения к начальному положению».
Аналогичным образом с помощью качения на плоскости ат-Туси определяет поверхности цилиндра и конуса и специально останавливается на качении шара внутренним образом по шаровой поверхности другого радиуса. При этом ат-Туси исходил из представления, по которому прямая и кривая состоят из актуально бесконечно малых неделимых частей — точек, которые при качении налагаются друг на друга, и такое наложение происходит в течение всего процесса движения.
В «Сборнике по арифметике с помощью доски и пыли» (1265) ат-Туси подробно описал приём извлечения корней любой степени на примере {\displaystyle {\sqrt[{6}]{2441400626}}} . Ат-Туси приводит здесь таблицу биномиальных коэффициентов в форме треугольника, известного ныне как треугольник Паскаля.
Ат-Туси комментировал также труды Архимеда «Об измерении круга» и «О шаре и цилиндре».

### Механика

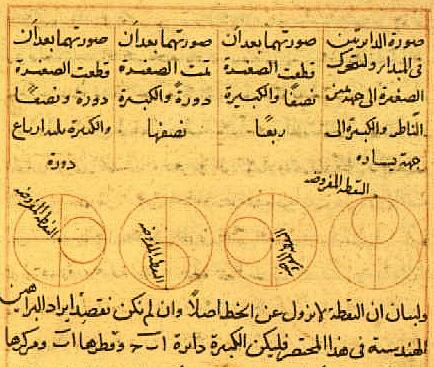
«Пара Туси»: Vat. Arabic ms 319

Лемма Туси в современной модели: при качении сферы половинного диаметра по внутренней поверхности большой сферы изначальная точка касания, отмеченная на малой сфере, будет совершать прямолинейное колебательное движение вдоль диаметра большой сферы. Таким образом, прямолинейное движение может быть представлено как комбинация двух вращательных движений сфер, из чего можно было сделать революционные выводы в астрономии. Однако для европейских учёных теорема ат-Туси была открыта лишь в XVI веке Николаем Коперником, послужив основой для его гелиоцентрической системы.

В механике научные достижения Насир ад-Дина ат-Туси относятся прежде всего к кинематике. Существенным вкладом ат-Туси в данный раздел механики стала так называемая лемма Туси: если даны два круга с радиусами R и 2R и малый круг катится без проскальзывания по большому, касаясь его с внутренней стороны, то произвольная точка M окружности малого круга совершает прямолинейное колебательное движение вдоль диаметра большого круга.
Доказывая эту лемму, ат-Туси представил движение малого круга как результат сложения двух круговых движений. С современной точки зрения, речь идёт о сложном движении абсолютно твёрдого тела: имеет место сложение двух вращений вокруг параллельных осей (причём угловая скорость относительного движения по модулю вдвое больше угловой скорости переносного движения и направлена в противоположную сторону); совокупность двух таких вращений образует так называемую пару Туси. Если оба вращения являются равномерными, то точка M совершает гармоническое колебание.
Лемма ат-Туси впоследствии применялась такими учёными, как аш-Ширази, Ибн аш-Шатиром и др., а затем и Коперником.
Теоретические достижения ат-Туси имели для механики большое значение, позволяя преодолеть господствовавшее со времён Аристотеля противопоставление двух видов движений: свойственных небесным телам равномерных круговых движений и свойственного земным телам «местного» прямолинейного движения. Получив прямолинейное движение как результат сложения двух круговых, ат-Туси перебросил мост через эту пропасть и показал, что в движении небесных тел прямолинейное движение участвует равноправно с круговым. В результате небесная и земная кинематика оказывались объединёнными в единую науку с законами, универсальными для всех изучаемых тел.

### Астрономия
В 1259 ат-Туси основал крупнейшую в то время в мире Марагинскую обсерваторию близ Тебриза. Когда ат-Туси поставил перед Хулагу вопрос о строительстве обсерватории, расходы на это показались тому чрезмерно большими. Тогда ат-Туси предложил Хулагу во время ночёвки его войска в горах спустить с горы медный таз. Таз, падая, произвел большой шум и панику среди войска, и ат-Туси сказал: «Мы знаем причину этого шума, а войска не знают; мы спокойны, а они волнуются; также если мы будем знать причины небесных явлений, мы будем спокойны на земле». Эти слова убедили Хулагу, и он отпустил на строительство обсерватории 20 тысяч динаров. Хулагу по просьбе ат-Туси распорядился всех учёных, которые попадали в руки его воинов, не убивать, а привозить в Марагу, туда же монголы свозили все попавшие в их руки рукописи и астрономические приборы.
Обсерватория была оснащена многочисленными инструментами новой конструкции, наибольшим из которых был стенной квадрант радиусом 6,5 м. В обсерватории имелись также армиллярные сферы и инструмент с двумя квадрантами для одновременного измерения горизонтальных координат двух светил. Сотрудниками обсерватории в Мараге были ас-Самарканди, аль-Казвини, аль-Магриби, аш-Ширази и многие другие известные учёные. Марагинская обсерватория оказала исключительное влияние на обсерватории многих стран Востока, в том числе на обсерваторию в Пекине.
Итогом 12-летних наблюдений марагинских астрономов с 1259 по 1271 год были «Ильханские таблицы» («Зидж Ильхани»). В этом зидже содержались таблицы для вычисления положения Солнца и планет, звёздный каталог, а также первые шестизначные таблицы синусов и тангенсов с интервалом 1'. На основании наблюдений звёзд ат-Туси очень точно определил величину предварения равноденствий (51,4').
Ат-Туси также считается основателем ещё одной обсерватории, большей известной как башня Радекан (Радкан), расположенной в одноимённой деревне в 80 км от Мешхеда. Точная дата строительства неизвестна. Предположительно, башня была возведена за несколько лет до Марагинской обсерватории.
Ат-Туси составил также изложение «Альмагеста» Клавдия Птолемея и ряд других астрономических трактатов: «Трактат Муинийа по астрономии», дополнение к нему, «Сливки познания астрономии небесных сфер», «Памятку по астрономии». В этом цикле трактатов ат-Туси строит свою схему кинематики небесных тел, отличную от птолемеевской.
Разработанная ат-Туси кинематическая модель движения Луны опирается на упоминавшуюся выше лемму Туси. В духе античной традиции он вводит для Луны систему равномерно вращающихся сфер; среди них выделены две такие («малая» и «большая»), что малый и большой круги леммы оказываются большими кругами данных сфер (то есть «малая» сфера катится внутри «большой»). При помощи этой модели Туси удалось объяснить установленное по данным наблюдений непостоянство угловой скорости центра эпицикла Луны при наблюдении из центра Мира; при этом он обошёлся без отказа от принципа равномерного кругового движения (в то время как птолемеева теория движения Луны, использующая гипотезу экванта, существенно отходила от данного принципа).
Хотя лунная модель ат-Туси по точности совпадения с данными наблюдений не превосходила птолемееву (и даже в некотором смысле ей уступала), она оставила значительный след в истории небесной механики, став важным этапом в развитии нептолемеевских методов кинематико-геометрического моделирования.
Аналогичным образом ат-Туси поступал и при моделировании движения планет.
Ат-Туси принадлежат также «Трактат в двадцати главах о познании астролябии», «Трактат о синус-квадранте» и другие трактаты об астрономических инструментах.

### Другие сочинения
Ат-Туси — автор целого ряда трактатов в других областях науки. Известны его трактаты физического содержания: «Обработка „Оптики“ Евклида», «О радуге», «О жаре и холоде». Он составил минералогическое сочинение, основанное на трудах ал-Бируни и других учёных. Ат-Туси написал ряд книг по медицине, в том числе и комментарий к «Канону» Ибн Сины. Серия его трактатов посвящена логике, философии и этике. Он написал также ряд богословских сочинений и трактат о финансах.

## Память

Художественное изображение Насир ад-Дина Туси работы Наджафгулы Исмаилова

Именем Насир ад-Дина ат-Туси названы:
- Улицы в Баку и Нахичевани;
- Станция метрополитена в Баку;
- Азербайджанский государственный педагогический университет;
- В 1935 году Международный астрономический союз присвоил имя Насир ад-Дина ат-Туси кратеру на видимой стороне Луны.
- В 1981 году Шемахинской астрофизической обсерватории было присвоено имя Мухаммеда Насирэддина Туси;
- Клиника имени Насирэддина Туси на улице Зердаби в Баку;
- В 1989 году Технологическому университету в Тегеране было присвоено имя Насир ад-Дина Туси;
- Школа № 173 в Баку.
- 9 марта 2001 года в честь Туси назван астероид 10269 Tusi, открытый в 1979 году астрономом Н. С. Черных.

## В филателии

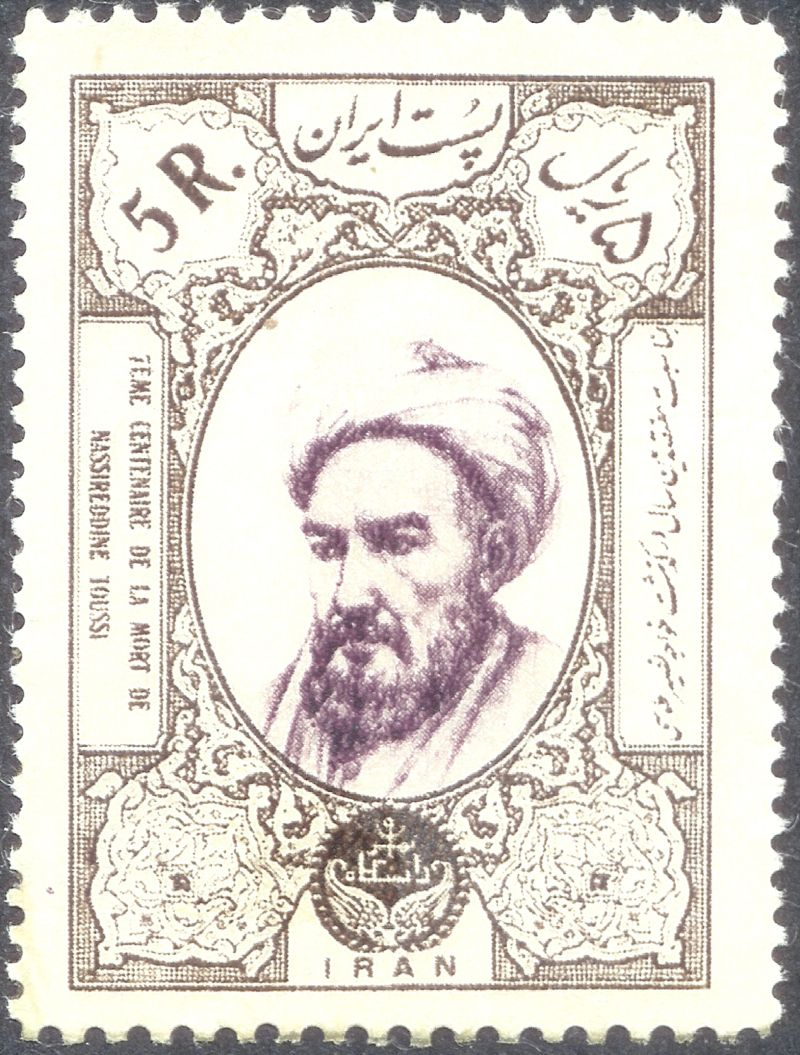
Почтовая марка Ирана, 1956 год
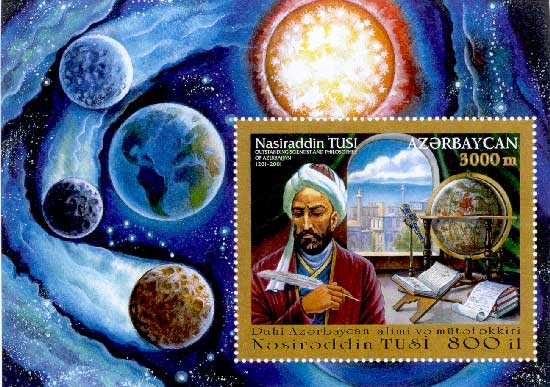
Почтовый блок Азербайджана, посвящённый 800-летию со дня рождения Насреддина Туси. 2001 год
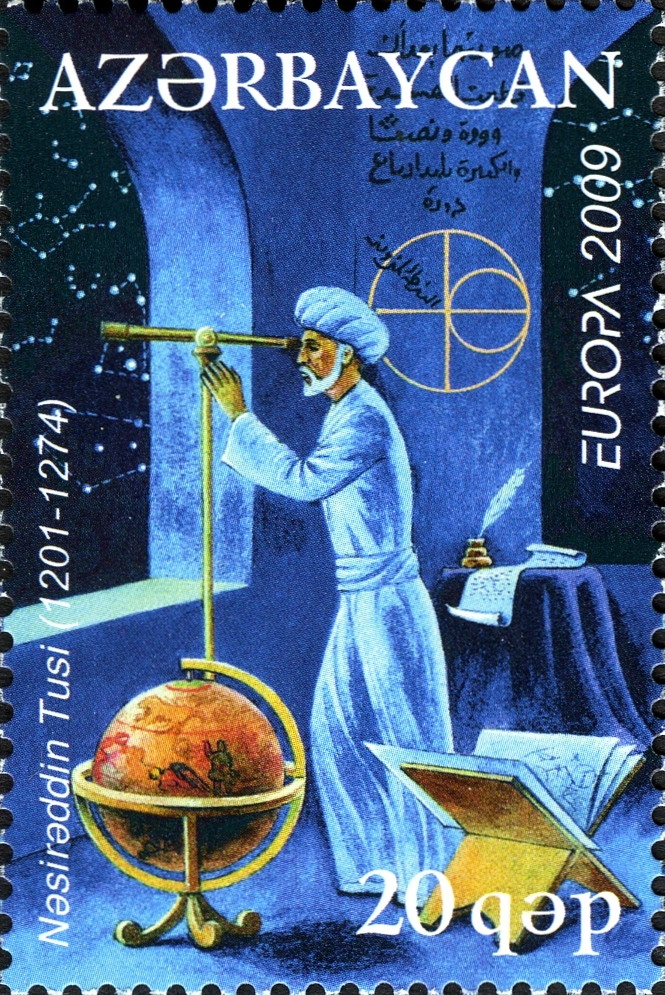
Почтовая марка Азербайджана, 2009 год

### Комментарии
1. ↑  Двойное ударение поставлено согласно БРЭ, см. #Ссылки. В ряде источников указано только ударение Туси́, в частности: 
  - Большая советская энциклопедия : [в 30 т.] / гл. ред.  А. М. Прохоров. — 3-е изд. — М. : Советская энциклопедия, 1969—1978.
  - Агеенко Ф. Л. Собственные имена в русском языке: Словарь ударений. — М.: НЦ ЭНАС, 2001. — С. 318. — 376 с. — ISBN 5-93196-107-0.
  - Агеенко Ф. Л., Зарва М. В. Словарь ударений для работников радио и телевидения / Под ред. Д. Э. Розенталя. — М.: Русский язык, 1984. — С. 760. — 810 с.
  - Математический энциклопедический словарь / Гл. ред. Ю. В. Прохоров. — М.: Большая российская энциклопедия, 1995. — С. 728.
2. ↑  В отличие от обычной пары вращений, в паре Туси угловые скорости вращений не равны по модулю, но различаются в два раза.

### Сочинения ат-Туси
- Туси Насирэддин. Трактат о полном четырёхстороннике. Баку, Изд. АН АзССР, 1952.
- Ат-Туси Насир ад-Дин. Трактат, исцеляющий сомнение по поводу параллельных линий. Прим. Б. А. Розенфельда и А. П. Юшкевича. Историко-математические исследования, 13, 1960, с. 483—532.
- Ат-Туси Насир ад-Дин. Сборник по арифметике с помощью доски и пыли. Историко-математические исследования, 15, 1963, с. 431—444.
- Ат-Туси Насир ад-Дин. Трактат о государственных финансах. Пер. С. Хатиби. Персидские документальные источники по социально-экономической истории Хорасана XIII—XIV вв.  (недоступная ссылка с 11-05-2013 [4449 дней]) Ашхабад: Ылым, 1986.
- Звездный каталог ал-Бируни с приложением каталогов Хайама и ат-Туси. // Историко-астрономические исследования. Вып. VIII. 1962. С.83-192.

### О нём
- Алекперли Ф.  Эволюционные взгляды Насиреддина Туси. — Баку: Орнак, 2000.
- Бабаев А. А. Насиреддин Туси (1201—1274) Семинар по истории математики, 4 июня 2015 года 18:00, г. Санкт-Петербург, ПОМИ, Фонтанка 27, аудитория 106.
- Боголюбов А. Н.  Математики. Механики. Биографический справочник. — Киев: Наукова думка, 1983. — 639 с.
- Гасанова Х. Э.  Этические взгляды Насиреддина Туси // Вопросы гуманитарных наук. — 2009. — № 2. — С. 94—97.
- Диноршоев М.  Философия Насиреддина Туси. — Душанбе, 1987.
- Идибеков Н.  Этика Насириддина Туси в свете его теории свободы воли. — Душанбе, 1987.
- Касмуханов Ф. А.  Теория непрерывных величин и учение о числе в работах Мухаммеда Насирэддина Туси // Труды Ин-та истории естествознания и техники. — 1954. — Вып. 1.
- Колчинский И. Г., Корсунь А. А., Родригес М. Г. Астрономы: Биографический справочник. — 2-е изд., перераб. и доп. — Киев: Наукова думка, 1986. — 512 с.
- Крамар Ф. Д.  Об исследованиях Омара Хайяма и Насирэддина Туси по теории параллельных линий. — Алма-Ата, 1964.
- Кубесов А.  Инфинитезимальные методы Насирэддина Туси // Изв. АН АзербССР. — 1963. — № 4.
- Кубесов А.  Комментарии Насир ад-Дина ат-Туси к сочинению Архимеда «О шаре и цилиндре» // Вестник АН КазССР. — 1963. — № 6.
- Лютер И. О.  Проблема несоизмеримости окружности и диаметра круга в контексте учения Аристотеля: сочинения ат-Туси и аш-Ширази // Историко-математические исследования. — 2002. — С. 243—261.
- Мамедбейли Г. Д.  Мухаммед Насирэддин Туси о теории параллельных и теории отношений. — Баку, 1959.
- Мамедбейли Г. Д.  Основатель Марагинской обсерватории Насирэддин Туси. — Баку, 1961.
- Матвиевская Г. П.  Учение о числе на средневековом Ближнем и Среднем Востоке. — Ташкент: Фан, 1967.
- Матвиевская Г. П.  Очерки истории тригонометрии. — Ташкент: Фан, 1990.
- Мусульманкулов Р.  Литературно-эстетические взгляды Насириддина Туси // Актуальные проблемы философской и общественной мысли зарубежного Востока. — Душанбе, 1983. — С. 130—138.
- Рзаев А. К.  Насиреддин Туси. Политико-правовые воззрения. — Баку: Элм, 1983.
- Рожанская М. М.  Механика на средневековом Востоке. — М.: Наука, 1976. — 324 с.
- Рожанская М. М., Матвиевская Г. П., Лютер И. О.  Насир ад-Дин ат-Туси и его труды по математике и астрономии в библиотеках Санкт-Петербурга, Казани, Ташкента и Душанбе. — М.: Восточная литература, 1999.
- Розенфельд Б. А. О математических работах Насир-эддина Туси // Историко-математические исследования. — 1951. — Вып. 4. — С. 489—512.
- Розенфельд Б. А., Юшкевич А. П.  Теория параллельных линий на средневековом Востоке. — М.: Наука, 1983.
- Розенфельд Б. А.  Астрономия стран Ислама // Историко-математические исследования. — 1984. — Вып. 17. — С. 67—122.
- Шмидт А. Э.  Насирэддин Туси по вопросу о свободе воли. — СПб., 1913.
- Di Bono M. Copernicus, Amico, Fracastoro and Tusi’s device: Observations on the use and transmission of a model // Journal for the History of Astronomy, 26, 1995. — P. 133—154.
- Kanas N. From Ptolemy to the Renaissance: How classical astronomy survived the Dark Ages // Sky & Telescope, 105, 2003. — P. 50—58.
- Kennedy E. S. Late Medieval planetary theory // Isis, 57, 1966. — P. 365—378.
- Kren C. The rolling device of Nasir al-Din al-Tusi in the «De spera» of Nicole Oresme // Isis, 62, 1971. — P. 490—498.
- Zeller M. C. The Development of Trigonometry from Regiomontanus to Pitiscus. — Edwards brothers, 1946.

### Различные анимации «пары Туси»
- Ancient Planetary Model Animations by Dennis Duke (см. Arabic models for replacing the equant) Архивировано 23 октября 2012 года.
- The Tusi Couple
- Tusi Couple (from Wolfram mathworld)
- Unmasking the Tusi Couple, by Alexander Saint Croix  (недоступная ссылка с 11-05-2013 [4449 дней])